# 山岡景之 (豊前守)
山岡 景之（やまおか かげゆき、1713年（正徳3年） - 1766年3月14日（明和3年2月4日））は、江戸時代の武士。官途は豊前守。初名は五郎八郎、五郎作。甲賀忍者伴氏の末裔。小普請奉行山岡景久の子。母は曾我助清の娘。妻は今川範高の娘。子に山岡景文がいる。

## 生涯
1729年（享保14年）、将軍徳川吉宗に拝謁。1735年（享保20年）、小姓組番士となる。1737年（元文2年）からは進物を管理する役も担当。同年11月、父景久が没すると、その遺跡を継ぐ。
父、景久は将軍が徳川家継から吉宗に代替わりした直後の1717年（享保2年）、松浦信英、渡辺左門と共に、東海や甲信など諸国を巡検する役を賜った。景之も同じく、将軍が徳川家重に代替わりした後の1746年（延享3年）、大久保教平、筑紫通門と共に諸国を巡検、その後父景久同様御使番に転身し、布衣着用を許可される。1756年（宝暦6年）には火付盗賊改に就任、そして2年後に奈良奉行となる。同年、豊前守に叙任される。1766年（明和3年）、奈良で没した。

## 人物・功績
幕府からの信頼は篤く、鶴岡八幡宮修築の折は目付役を任され、目付としての役割を首尾よく果たした。1753年（宝暦3年）には黄金7枚を賜ったが、目付役をつとめた功績によるものと推測される。